# 真の一体改革を実現する一期生の会
真の一体改革を実現する一期生の会（しんのいったいかいかくをじつげんするいっきせいのかい）は、民主党のグループ。略称は真実の会。報道では福田衣里子グループともされる。

## 概要
2012年7月6日、消費税増税関連法案の衆議院採決で造反し党に残った当選1回の衆議院議員13人は、政策研究会「真の一体改革を実現する一期生の会」を結成した。代表世話人は福田衣里子と熊田篤嗣が共同で務める。
2012年8月7日、「真実の会」は、三党合意の修正を求める提言書を政調会長の前原誠司に提出。
2012年8月10日、「真実の会」は、消費税増税法の成立を受け国会議事堂内で記者会見を行い、2012年9月民主党代表選挙で、内閣総理大臣の野田佳彦に対抗する独自候補の擁立に乗り出す意向を明らかにした。また、消費税増税法の成立について「極めて遺憾」などとした声明文を発表した。同声明文には、衆議院議員20人に加え、参議院議員3人（計23人）が名前を連ねている。
2012年11月、「真実の会」の代表世話役である福田が民主党を離党し政策グループとして消滅。福田はその後の第46回衆議院議員総選挙にて落選。

## 所属していた国会議員一覧

### 役員
| 代表世話人 | 代表世話人 |
| ---------- | ---------- |
| 福田衣里子 | 熊田篤嗣   |

### 衆議院議員
立憲民主党
- 山岡達丸（4回、北海道9区）
- 小山展弘（4回、静岡3区）
- 有田芳生（1回・参院2回、比例東京・東京24区）

日本維新の会
- 杉本和巳（5回、比例東海・愛知10区）
- 空本誠喜（3回、広島4区）

無所属
- 福島伸享（4回、茨城1区）

### 参議院議員
立憲民主党
- 徳永エリ（3回、北海道）

### 元衆議院議員
立憲民主党
- 皆吉稲生（1回、比例九州・鹿児島4区）

民主党→民進党
- 柳田和己（1回、比例北関東・茨城7区）
- 橘秀徳（1回、神奈川13区）
- 斉藤進（1回、静岡8区）
- 大西孝典（1回、比例近畿・奈良4区）
- 道休誠一郎（1回、比例九州・宮崎2区）

自由民主党
- 熊田篤嗣（1回、大阪1区）

日本維新の会
- 宮崎岳志（2回、比例北関東・群馬1区）

無所属・その他
- 初鹿明博（3回、比例東京・東京16区）
- 石山敬貴（1回、宮城4区）
- 水野智彦（1回、比例南関東）
- 橋本勉（1回、比例東海・岐阜2区）
- 玉置公良（1回、比例近畿・和歌山3区）
- 福田衣里子（1回、長崎2区）

### 元参議院議員
立憲民主党
- 野田国義（2回・衆院1回、福岡県）

無所属
- 田城郁（2回、比例区）